# Alytopistis tortricitella
Alytopistis tortricitella är en fjärilsart som beskrevs av Walker 1866. Alytopistis tortricitella ingår i släktet Alytopistis och familjen vecklare. Inga underarter finns listade i Catalogue of Life.